# Superman (phim 1978)
Superman (tên không chính thức: Superman: The Movie trong một số danh sách và nguồn tham khảo) là một phim siêu anh hùng năm 1978 do Richard Donner đạo diễn, dựa trên nhân vật cùng tên của DC Comics. Bộ phim là một liên doanh của Anh, Thụy Sĩ, Panama và Mỹ, do Warner Bros., Film Export A.G., Dovemead Limited và International Film Productions cùng sản xuất. Superman có một dàn diễn viên Marlon Brando, Gene Hackman, Christopher Reeve, Jeff East, Margot Kidder, Glenn Ford, Phyllis Thaxter, Jackie Cooper, Trevor Howard, Marc McClure, Terence Stamp, Valerie Perrine, Ned Beatty, Jack O'Halloran, Maria Schell, và Sarah Douglas. Bộ phim miêu tả nguồn gốc của Superman, bao gồm tuổi thơ ấu của anh với tên Kal-El tại hành tinh Krypton và những năm trẻ trung của anh ở thị trấn nông thôn của Smallville. Đóng giả là phóng viên Clark Kent, anh đóng một vai trò nhẹ nhàng ở Metropolis và phát triển một mối tình lãng mạn với Lois Lane, khi chiến đấu chống lại Lex Luthor.
Một số đạo diễn, nổi bật nhất là Guy Hamilton, và một số biên kịch (Mario Puzo, David và Leslie Newman, và Robert Benton), đã làm việc với dự án trước khi Richard Donner được thuê làm đạo diễn. Tom Mankiewicz được soạn thảo để viết lại kịch bản và được ghi công là "tư vấn sáng tạo". Việc quay phim cả hai bộ phim: Superman và phần tiếp theo Superman II (1980) được thực hiện cùng lúc, với phần quay chính bắt đầu từ tháng 3 năm 1977 và kết thúc vào tháng 10 năm 1978. Sự căng thẳng giữa Donner và nhà sản xuất đã xảy ra, và có quyết định ngừng quay bộ phim tiếp theo, khi đó đã hoàn thành 75 phần trăm và kết thúc bộ phim đầu tiên.
Là bộ phim đắt tiền nhất thực hiện vào thời điểm đó với ngân sách 55 triệu USD, Superman được phát hành vào tháng 12 năm 1978 và đạt thành công cả về mặt phê bình lẫn tài chính; doanh thu phòng vé trên toàn thế giới là 300 triệu USD đã làm cho nó trở thành phim có doanh thu cao thứ hai trong năm. Những nhà phê bình đặc biệt đánh giá cao diễn xuất của Reeve. Phim được đề cử 3 giải Oscar, bao gồm giải Dựng phim xuất sắc nhất, giải Nhạc phim hay nhất, và giải Hòa âm hay nhất, và nhận được giải thưởng Thành tựu Đặc biệt cho hiệu ứng hình ảnh. Đột phá trong việc sử dụng các hiệu ứng đặc biệt và truyện khoa học viễn tưởng / tưởng tượng, di sản của bộ phim đã tạo ra sự phổ biến chủ đạo của các bộ phim siêu anh hùng Hollywood sau đó. Năm 2017, Superman được đưa vào lưu trữ trong Viện lưu trữ phim quốc gia của Thư viện Quốc hội Hoa Kỳ.